# Alfons Jabłoński
Alfons Jabłoński ps. „Alf”, „Radca” (ur. 19 marca 1899 w Sternbergu w Austrii, zm. 9 października 1946 we Wrocławiu) – major piechoty Wojska Polskiego, działacz podziemia niepodległościowego w czasie II wojny światowej oraz powojennego podziemia antykomunistycznego.

## Życiorys
W latach 1916–1918 służył w armii austro-węgierskiej, biorąc udział między innymi w walkach, w Albanii. W lutym 1919 jako ochotnik wstąpił do Wojska Polskiego.
Zweryfikowany w stopniu podporucznika ze starszeństwem z dniem 1 czerwca 1922 roku i 2. lokatą w korpusie oficerów rezerwy piechoty. Jako oficer rezerwy 8 pułku piechoty Legionów w Lublinie został zatrzymany w służbie czynnej. 23 sierpnia 1924 roku został przemianowany z dniem 1 lipca 1924 roku na oficera zawodowego w stopniu podporucznika ze starszeństwem z dniem 1 czerwca 1922 roku i 30. lokatą w korpusie oficerów piechoty. 30 września 1924 roku został awansowany z dniem 1 października 1924 roku na porucznika ze starszeństwem z dniem 1 czerwca 1924 roku i 25. lokatą w korpusie oficerów piechoty. Był długoletnim oficerem 8 pułku piechoty Legionów w Lublinie. 22 września 1930 roku został przydzielony na trzymiesięczny XIV Kurs w Centralnej Szkole Strzelniczej w Toruniu. 29 kwietnia 1933 roku awansował na kapitana ze starszeństwem z dniem 1 stycznia 1933 roku i 117. lokatą w korpusie oficerów piechoty. W 1939 roku służył w Batalionie KOP „Sarny”.
Po wybuchu II wojny światowej i zajęciu Kresów Wschodnich przez Armię Czerwoną wyjechał do Warszawy. Od lutego 1940 działał w Związku Walki Zbrojnej na terenie Warszawy. W 1941 pełnił funkcję instruktora wyszkolenia wojskowego Szarych Szeregów. Od 1943 dowodził Inspektoratem Zachodnim Gródek Jagielloński, w tym samym roku został szefem Wydziału operacyjnego Komendy Okręgu Lwów AK. W lipcu 1944 został szefem sztabu Okręgu Lwów „NIE”, zaś w grudniu 1945 w związku z włączeniem Lwowa do ZSRR wyjechał w głąb Polski.
Był działaczem powojennego podziemia antykomunistycznego, od stycznia 1946 kierował Wydziałem Organizacyjnym Okręgu Jelenia Góra „Zachód” Zrzeszenia Wolność i Niezawisłość (WiN). Był też pełniącym obowiązki zastępcy kierownika Okręgu Jelenia Góra „Zachód” WiN – ppłk. Bolesława Tomaszewskiego, a następnie od 20 maja 1946 pełniącym obowiązki kierownika tegoż Okręgu.
Został aresztowany w Jeleniej Górze pod przybranym nazwiskiem w dniu 9 czerwca 1946 i osadzony w więzieniu we Wrocławiu gdzie zmarł w więziennym szpitalu. Został pochowany na Cmentarzu Osobowickim we Wrocławiu (pole 91S, rząd 2 od pola 91, grób 784).
W czerwcu 2016 ujawniono iż nieopłacone groby Alfonsa Jabłońskiego i uczestnika Powstania Warszawskiego Jana Fejge na Cmentarzu Osobowickim przeznaczone są do likwidacji. W sprawie grobów interweniował u prezydenta Wrocławia Rafała Dutkiewicza między innymi radny Robert Pieńkowski.

## Ordery i odznaczenia
- Srebrny Krzyż Zasługi (19 marca 1937)[12]